# Giarmata-Vii

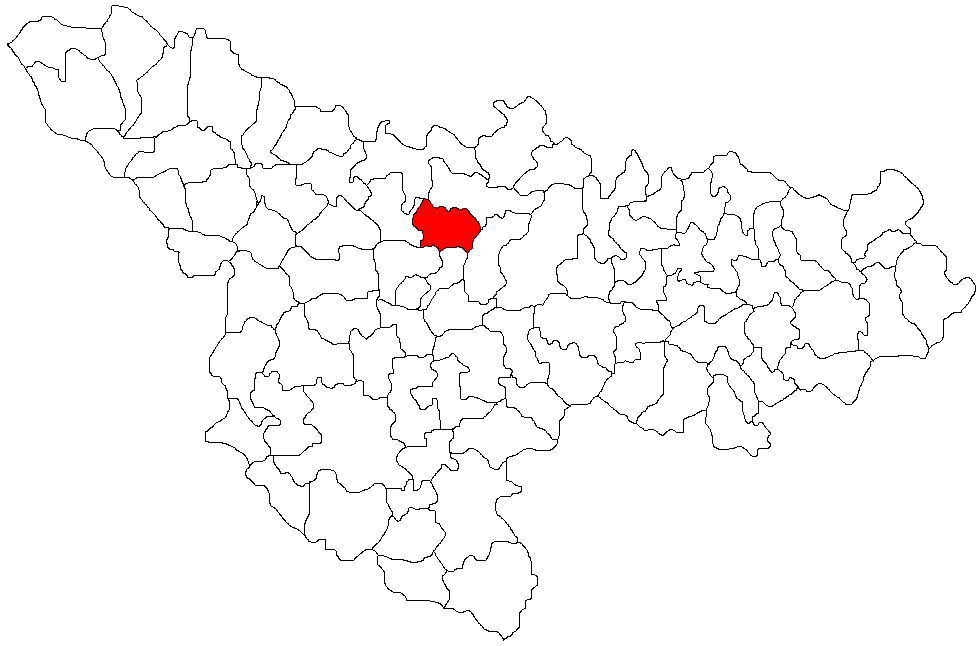
Lage der Gemeinde Ghiroda im Kreis Timiș

Giarmata-Vii (deutsch Überland auch Iwerland, ungarisch Szölötelep) ist eine Ortschaft im Kreis Timiș, im Banat, in Rumänien. Verwaltungsmäßig gehört Giarmata-Vii zur Gemeinde Ghiroda.

## Nachbarorte
| Cerneteaz  | Giarmata                                    | Ianova       |
| Dumbrăvița | Kompassrose, die auf Nachbargemeinden zeigt | Izvin        |
| Timișoara  | Ghiroda                                     | Remetea Mare |

## Etymologie
- 1806 – Überland
- 1837 – Überland vineae
- 1851 – Uiberland
- 1861 – Ueberland vineae
- 1911 – Kisgyarmatapuszta
- 1922 – Iberlond
- 1923 – Odaie Giarmata
- 1931 – Überland
- 1940 – Viile Iermatei
- 1943 – Giarmata-Vii

## Geschichte
Die Geschichte von Giarmata-Vii ist eng mit der Geschichte von Giarmata verbunden. Zu Beginn des 19. Jahrhunderts veräußerte die Landesadministration aus Temeswar unbebautes Land rund um die Stadt. Die Käufer dieser Grundstücke waren die ersten Siedler der neu gegründeten Ortschaft. Sie kamen aus den umliegenden Dörfern Giarmata, Șag, Ianova, Recaș, Firiteaz, Pișchia, Bencec und anderen Ortschaften. Überland wurde 1806 erstmals urkundlich erwähnt.
Die Dorfbewohner beschäftigten sich vorwiegend mit dem Weinbau, was in die rumänische Ortsbezeichnung eingeflossen ist. Doch nachdem der Weinbau 1893 und 1894 von der Reblaus Phyloxera befallen wurde, was zur Vernichtung der Weinstöcke führte, suchten sich die Einwohner von Überland andere Beschäftigungen, vor allem in der Milchverarbeitung. Andere wandten sich dem Handwerk zu. Viele arbeiteten als Maurer, Tischler oder Tagelöhner in Timișoara.
1911 wurde der Ort infolge der Magyarisierung in „Kisgyarmatapuszta“ umbenannt und kam schließlich infolge des Vertrags von Trianon vom 4. Juni 1920 zum Königreich Rumänien. Bis 1956 gehörte Giarmata-Vii dabei zur Gemeinde Giarmata und wurde damals nach Ghiroda eingemeindet.
Die rumänische Bezeichnung Giarmata-Vii tauchte erstmals 1943 urkundlich auf. Sie entstand durch Anlehnung an die Gemeinde Giarmata; der Zusatz „Vii“ (rumänisch für Weingärten) weist auf die Hauptbeschäftigung der Bewohner, den Weinbau, hin.
Nach dem Bau des Flughafens östlich von Giarmata-Vii begann sich der Ort auch in Richtung Osten auszudehnen. Heute profitiert Giarmata-Vii von einer privilegierten Lage, was zu einem explosiven Bauboom geführt hat. Durch die Autobuslinie M35 der Societatea de Transport Public Timișoara ist Giarmata-Vii mit Timișoara verbunden.

## Demografie
| 1910 | 657  | 204  | 33 | 418 | 2  |
| 1966 | 1121 | 637  | 49 | 417 | 18 |
| 1977 | 2066 | 1581 | 73 | 396 | 16 |
| 2002 | 1408 | 1370 | 18 | 9   | 11 |